# 4 août 1933
Le vendredi 4 août 1933 est le 216e jour de l'année 1933.

## Naissances
- Jean-Paul Hameury (mort le 12 février 2009), écrivain et poète français
- Lothar Knörzer, athlète allemand spécialiste du 100 mètres
- Lucienne Moreau, actrice française
- Lucio Maria Attinelli, journaliste et auteur italien
- Michael Atchison (mort le 16 février 2009), dessinateur australien
- Nate Brooks (mort le 14 avril 2020), boxeur américain
- Rudi van Dantzig (mort le 19 janvier 2012), chorégraphe et écrivain
- Sonny Simmons (mort le 6 avril 2021), musicien américain

## Décès
- Otto Stapf (né le 23 mars 1857), botaniste

## Événements
- Création du journal quotidien An Nahar au Liban